# NGC 5090B
NGC 5090B (другие обозначения — ESO 269-88, MCG -7-27-52, AM 1317-433, DCL 561, IRAS13173-4335, PGC 46528) — спиральная галактика с перемычкой (SBb) в созвездии Центавр.
Этот объект не входит в число перечисленных в оригинальной редакции «Нового общего каталога» и был добавлен позднее.